# Bougnat
Pour les articles homonymes, voir Bougnat (homonymie) et Auvergnat (homonymie).
Cet article possède des paronymes, voir Bunia et Bougna.

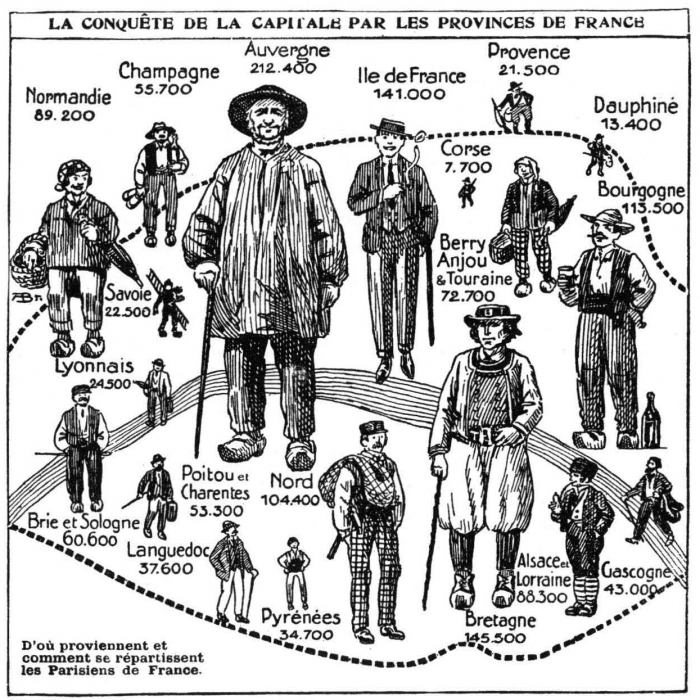
Communautés immigrantes de Paris en 1932. Almanach Hachette (1932).

Le bougnat ou Auvergnat de Paris, est un immigré installé à Paris, originaire d'Auvergne, aire qui dépasse le cadre de la province historique et englobe également une partie sud du Massif central. Après les avoir vus exercer la profession de porteur d'eau, notamment pour les bains dès le XVIIe siècle, le siècle suivant voit également les Auvergnats de Paris exercer des professions en lien avec l'artisanat du métal et de la récupération tel que rémouleurs, étameurs, chaudronniers.
À partir du XIXe siècle, les immigrés de ces hautes terres vont s'orienter progressivement dans le commerce du bois, du charbon (livré à domicile), des boissons (vin, spiritueux, limonade), dans l'hôtellerie et parfois parallèlement dans le commerce de la ferraille. Cette reconversion se fit sous le Second Empire, quand le réseau d'alimentation en eau de la capitale commença à desservir les étages des immeubles.
Les Auvergnats de Paris forment au XIXe siècle ainsi que dans le premier tiers du XXe siècle la communauté immigrée la plus importante de la capitale française.

## Histoire

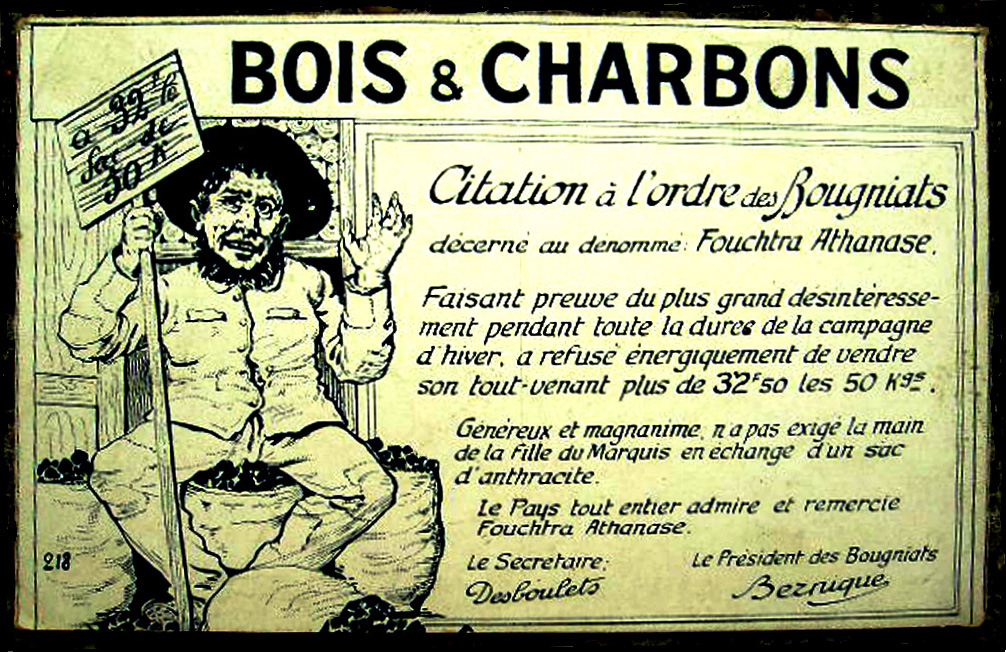
Carte postale satirique datée du 16 novembre 1918.

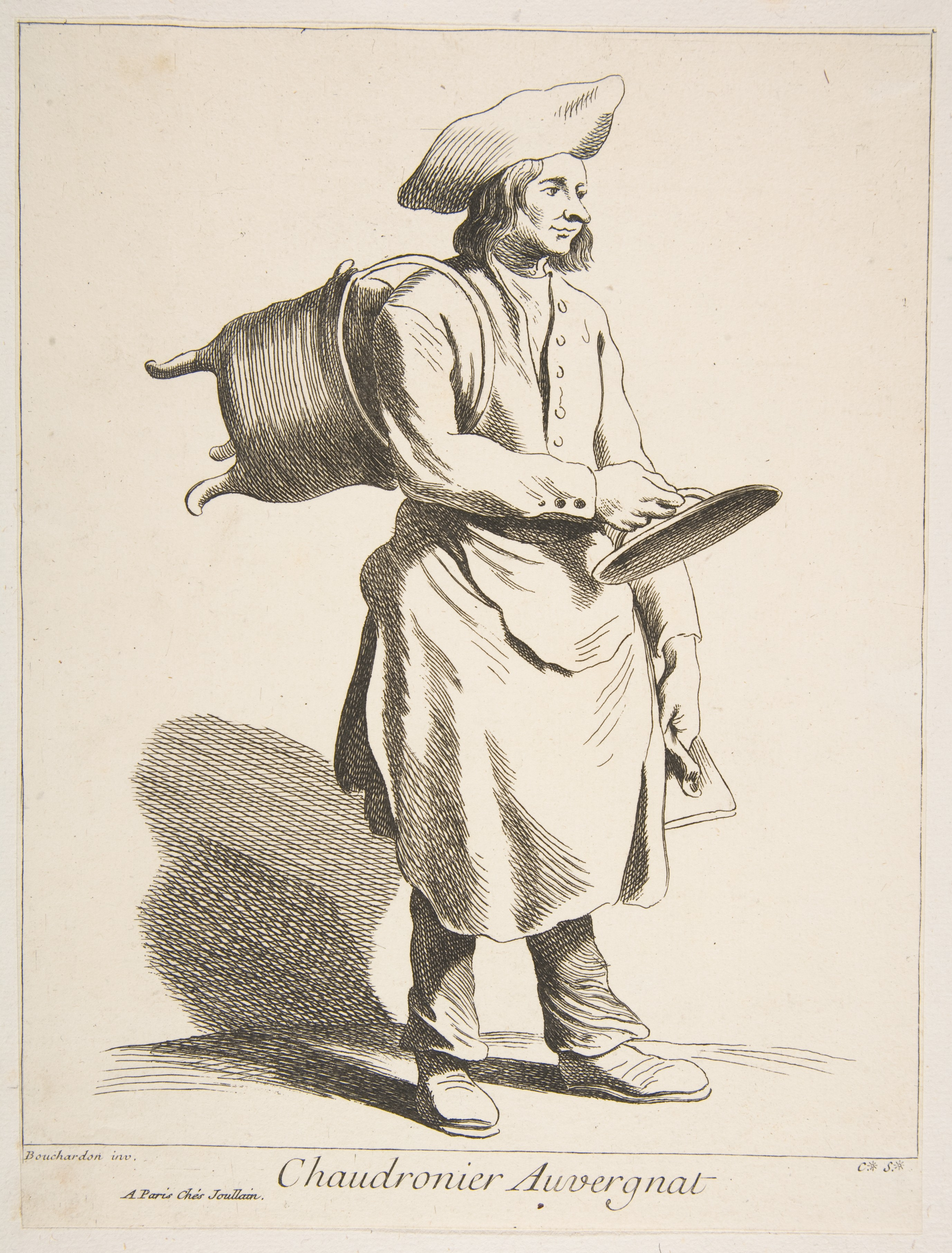
Chaudronnier auvergnat (gravure de 1737).

Les premiers Auvergnats de Paris sont attestés dès le XIVe siècle. Les tout premiers n'étaient pas encore issus du petit peuple mais exerçaient une profession au service du roi, notamment en tant que militaires ou fonctionnaires.
La première moitié du XIXe siècle voit l'arrivée d'Auvergnats venant principalement de Basse-Auvergne et plus particulièrement de la Limagne, donc des populations relativement éloignées de celles montagnardes qui arriveront par la suite au XIXe siècle.

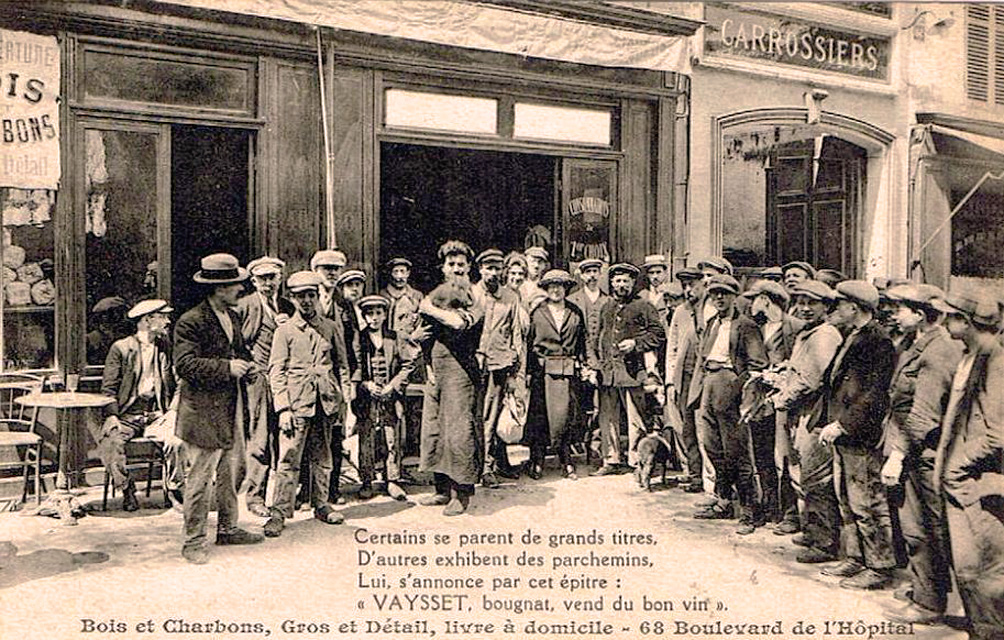
« Vins, bois et charbon », le bougnat de Paris.

À partir de 1850, la crise agricole et le développement du chemin de fer provoquent une phase d'arrivée massive d'Auvergnats dans la capitale. Les immigrés viennent cette fois davantage de Haute-Auvergne ; tout le Cantal est touché par cet exode rural et, bientôt, ce sont les habitants de la Margeride de l'Aubrac de la Viadène et de la Montagne limousine qui suivent ce flux de population. Jusqu'à 1880, les émigrés auvergnats sont au plus bas dans l'échelle sociale parisienne et pratiquent les tâches dures refusées par les autres (porteurs d'eau, chaudronniers, rémouleurs, frotteurs de parquets, ferrailleurs, etc.).
Après le Second Empire, ces derniers vont tenir des commerces de plus en plus nombreux, dont les plus connus sont les « Bois et charbons », brasseries où se vend également le charbon.

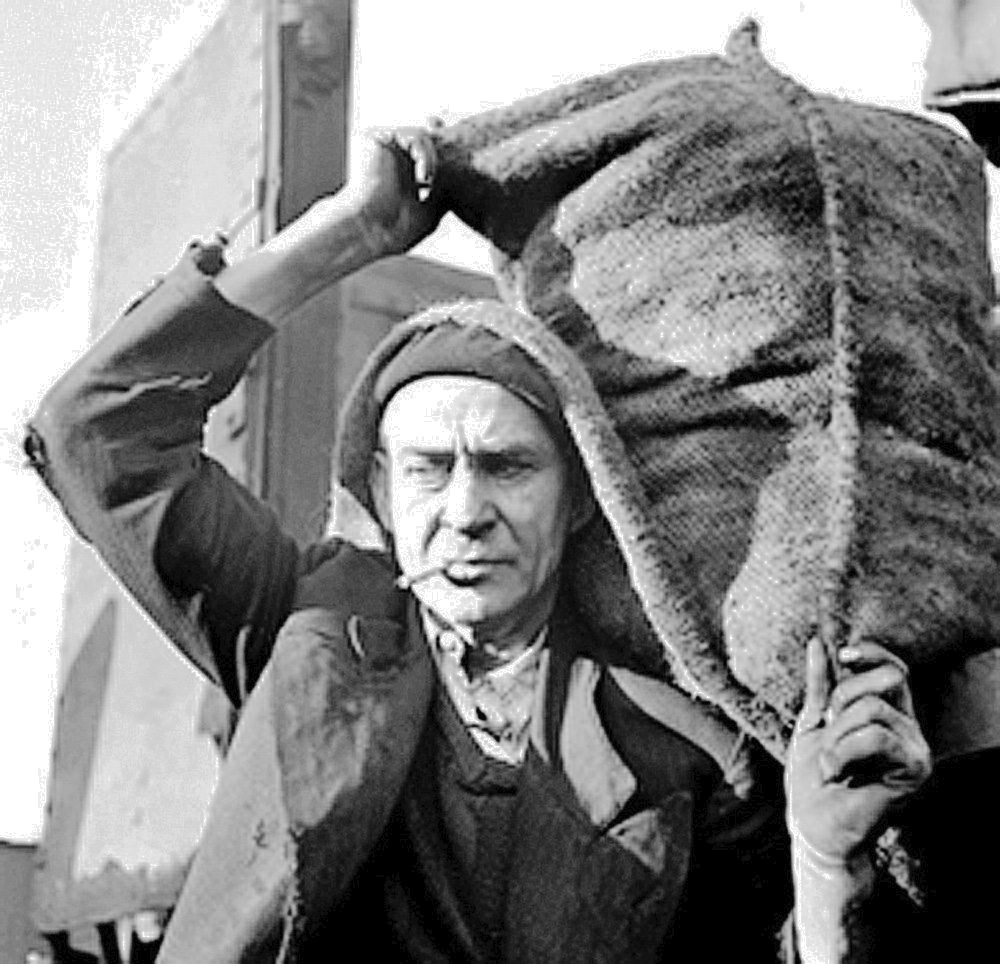
Bougnat et son sac de charbon.

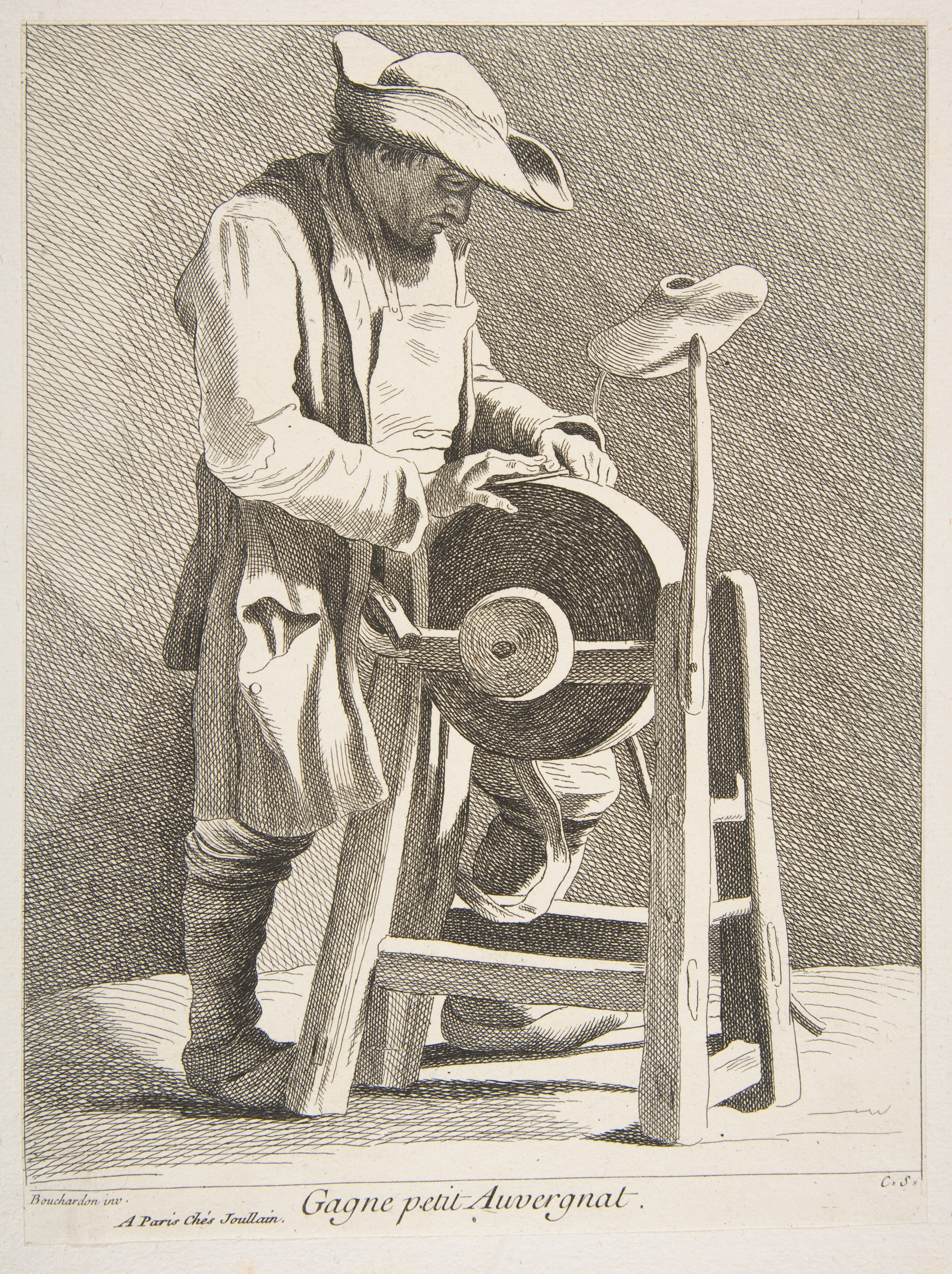
Gagne-petit auvergnat (gravure de 1742).

Les Parisiens les appellent « bougnats » à partir de cette époque. Le mot viendrait de l'association de « charbonnier » et « Auvergnat (« charbouniat »). L’origine de l’alliance si durable entre l’Auvergnat et le charbon est peut-être la vente à Paris du charbon de Brassac-les-Mines.
Durs au travail et formant une communauté très soudée, beaucoup d'entre eux connaîtront de belles réussites. Aujourd'hui, même si beaucoup de cafés parisiens ont changé de main, la communauté des cafetiers « aveyronnais » est toujours bien présente et conserve une certaine aisance financière, bien illustrée dans le film XXL (avec Gérard Depardieu), dans lequel le réalisateur trace un parallèle intéressant avec la communauté juive du quartier du Sentier qui lui ressemble à bien des égards.
Le terme a fini par désigner les cafés parisiens tenus par des bougnats, les cafés-charbons, à la fois débits de boisson et fournisseurs de charbon. Ils étaient installés surtout dans les quartiers populaires et portaient souvent l'inscription « Vins et charbons ». Le mari livrait le charbon, tandis que son épouse servait les clients. Certains ont complété leur activité par la restauration et l'hôtellerie. L'apogée des bougnats se situe dans la première moitié du XXe siècle.
L'un des derniers bougnats à Paris se trouvait rue Émile-Lepeu, dans le 11e.
En 2016, on compte 500 000 descendants de bougnats en Île-de-France, possédant 6 000 cafés, hôtels et restaurants, 40 % des cafés-brasseries et 15 % des bars-tabacs de la région (contre 80-90 % de ces établissements dans les années 1980). Cette baisse s'explique notamment par le fait que les jeunes générations font des études supérieures et délaissent ce métier pénible, parfois peu sûr et moins profitable (notamment à cause de la baisse de consommation de tabac). En parallèle, des rachats massifs sont opérés par la communauté chinoise, bien que les « Aveyronnais » (nom donné par raccourci aux originaires de l'Aubrac et de la Viadène), continuent à posséder des brasseries prestigieuses (Lipp, Café de Flore, Les Deux Magots, le Wepler) et que des personnalités comme les frères Costes (originaires de Saint-Amans-des-Cots ) et Olivier Bertrand (originaire de Pailherols) connaissent de belles réussites.

## Bougnats célèbres

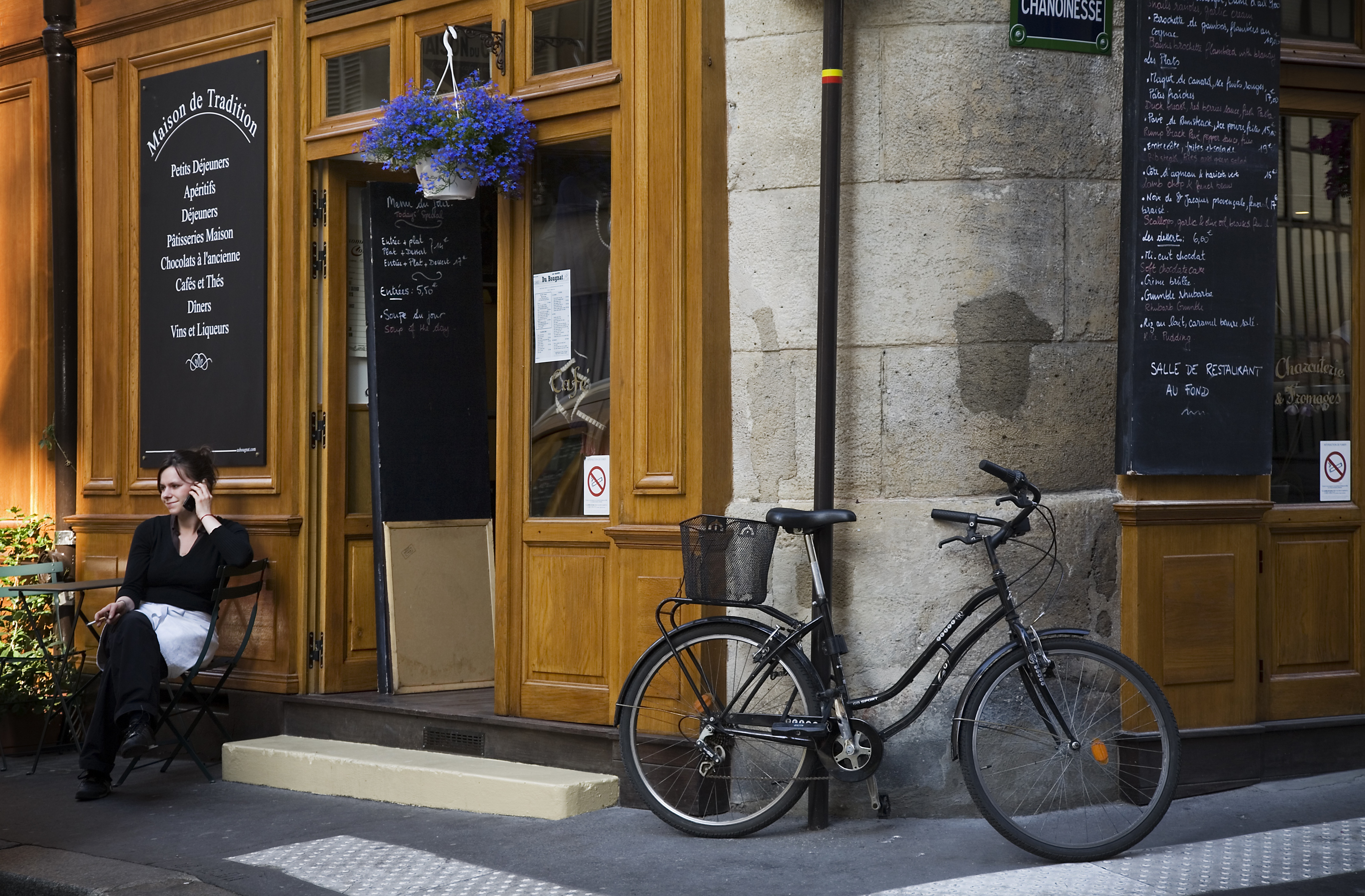
Au bougnat, 26, rue Chanoinesse, Paris.

Plusieurs grandes familles d'Aveyronnais et d'Auvergnats sont particulièrement influentes dans le domaine du Café-Hôtel-Restaurant (C.H.R.) c'est-à-dire les commerces de type débits de boissons, restaurations et autres brasseries.
Le prototype du bougnat qui a réussi est sans doute Marcellin Cazes. Né à Laguiole (Aubrac) en 1888, il est d'abord commis chez un bougnat, avant d'ouvrir son propre établissement, d'abord dans le 11e, puis aux Halles. En 1920, il fait l'acquisition d'un établissement déjà réputé, la brasserie Lipp et, en 1931, du Balzar, rue des Écoles. En 1935, il crée un prix littéraire, le prix Cazes, qui est encore décerné chaque année.
Paul Boubal (1908-1988), originaire de Sainte-Eulalie-d'Olt, patron du Café de Flore, qu'il avait racheté en 1939 et qu'il dirigea jusqu'en 1983. Ses parents étaient déjà établis rue Ordener, dans le 18e.
Louis Vaudable et son père Octave Vaudable, Auvergnat sans le sou qui est monté à la capitale, sont un exemple typique de réussite de bougnats avec Maxim's, l'un des restaurants les plus connus du monde.
Gilbert Costes, qui vient des environs de Saint-Amans-des-Côts (Viadène), a connu une réussite brillante et se trouve, avec sa famille, à la tête d'une quarantaine d'établissements parisiens. En 1999, il devient même président du tribunal de commerce de Paris. S'il ne s'agit plus d'un bougnat au sens propre, il s'inscrit cependant clairement dans cette tradition, ne serait-ce que par le côté familial de l'entreprise.
Parmi des familles marquantes de bougnats du milieu de la brasserie et de l'hôtellerie on peut citer aussi les Tafanel (Raulhac), les Bouscarat et les Ladoux (Mur-de-Barrez), ainsi que les Richard (Le Nayrac).
Olivier Bertrand (1965) originaire de Pailherols (Carladès) est propriétaire d'un empire de 890 restaurants.

## Le bougnat dans la littérature et les arts
Le bougnat apparaît dans les chansons de Georges Brassens (Chanson pour l'Auvergnat, Brave Margot) et de Jacques Brel (Mathilde : « Bougnat, apporte-nous du vin / Celui des noces et des festins »), ainsi que de Nino Ferrer (Mamadou Mémé : « Quand j'étais bougnat à la Martinique… »), et dans la chanson La Java de Cézigue chantée par Édith Piaf.
Dans la littérature, on trouve le bougnat chez des auteurs comme Cendrars ou surtout Marcel Aymé, qui en fait le héros de sa nouvelle Le Mariage de César. Des écrivains moins connus, comme Joseph Bialot ou Marc Tardieu en font le centre de leur œuvre.
Dans Le Bouclier arverne, 11e album des aventures d'Astérix, la ville de Gergovie est remplie de boutiques de « vins et charbons », en référence à ces bougnats.